# NGC 3483
NGC 3483 é uma galáxia espiral (S0-a) localizada na direcção da constelação de Hydra. Possui uma declinação de -28° 28' 40" e uma ascensão recta de 10 horas, 59 minutos e 00,1 segundos.
A galáxia NGC 3483 foi descoberta em 10 de Maio de 1834 por John Herschel.